# 學校法人神村學園
神村學園，是本部設於日本九州鹿兒島縣市來串木野市的學校法人，由神村勲所創立，旗下經營有幼稚園、小學部、中學部、高中部、專門學校。

## 旗下學校
- 神村學園專修學校
  - 理學療法學科
  - 作業療法學科
  - 看護學科
  - 兒童學科
  - 日本語學科
- 神村學園高等部
  - 文理科
  - 普通科
    - 英語國際課程
    - 特別能力課程

  - 調理科
  - 看護學科
  - 保育科
- 神村學園高等部伊賀分校：位於三重縣伊賀市
- 神村學園中等部
- 神村學園初等部
- 神村學園附屬幼稚園

## 沿革
- 1956年：神村學園的前身－串木野經理専門學校成立。
- 1964年：成立「學校法人神村學園」。
- 1965年：改設立串木野商業女子高等學校，設有商業科。
- 1967年：更名為串木野女子高等學校。
- 1970年：設立神村學園附屬幼稚園及串木野高等看護學院。
- 1989年：新設串木野女子中學校。
- 1990年：更名為神村學園高等部・中等部及神村學園高等看護學校。
- 1993年：神村學園高等看護學校改設為神村學園醫療福祉專門學校。
- 2000年：設立神村學園初等部。
- 2017年：接手經營位於三重縣伊賀市遭到廢校的ウィッツ青山学園高等学校（日语：ウィッツ青山学園高等学校），成立神村學園高等部伊賀分校。[1][2]

## 外部連結
- （日語） 神村學園 （页面存档备份，存于）
  - 神村學園附屬幼稚園 （页面存档备份，存于）
  - 神村學園初等部 （页面存档备份，存于）
  - 神村學園中等部 （页面存档备份，存于）
  - 神村學園高等部 （页面存档备份，存于）
  - 神村學園專修學校 （页面存档备份，存于）